# Anegcephalesis
Anegcephalesis é um gênero de mariposa pertencente à família Crambidae.